# Heligmonevra pulcher
Heligmonevra pulcher là một loài ruồi trong họ Asilidae. Heligmonevra pulcher được Ricardo miêu tả năm 1919. Loài này phân bố ở miền Ấn Độ - Mã Lai.